# Camada limite

Exemplo de camada limite laminar. Um fluxo laminar horizontal é freado ao passar sobre uma superfície sólida (linha grossa). O perfil de velocidade (u) do fluido dentro da camada limite (área sombreada) depende da distância à superfície (y). Devido ao atrito, a velocidade do fluido em contato com a placa é nula. Fora da camada limite, o fluido se desloca praticamente a mesma velocidade que nas condições iniciais (u_{0}).

Em  mecânica dos fluidos, a camada limite é a camada de fluido nas imediações de uma superfície delimitadora, fazendo-se sentir os efeitos difusivos e a dissipação da energia mecânica. O conceito foi introduzido no início do século XX, por Ludwig Prandtl para descrever a região de contacto entre um fluido incompressível em movimento relativamente a um sólido.
Quando um objecto move-se através de um fluido, ou um fluido move-se em redor de um objecto, o movimento das moléculas do líquido perto do objecto é perturbado, e estas moléculas movem-se em redor do objecto, gerando forças aerodinâmicas. A magnitude dessas forças depende da forma e velocidade do objecto, assim como da massa, viscosidade e compressibilidade do fluido. Para modelizar correctamente os efeitos, recorre-se a parâmetros adimensionais que relacionam as diferentes componentes envolvidas, como o coeficiente de Reynolds
O conceito é de extrema importância no âmbito da engenharia, fornecendo explicações físicas para o comportamento de escoamentos de fluidos como o ar ou a água, em circunstâncias de aplicação pertinentes, em campos tão diferentes como nas ciências atmosféricas, onde a camada limite planetária é a camada de ar perto do solo afetado pelo calor diurno, a umidade ou transferência de momento ou a partir da superfície, ou ainda em aeronáutica, onde a camada limite é a parte do fluxo perto da asa.
Camadas limites laminares podem ser vagamente classificadas de acordo com sua estrutura e as circunstâncias em que são criados. A camada fina de cisalhamento que se desenvolve sobre um corpo oscilante é um exemplo de um camada limite de Stokes, enquanto que a camada limite de Blasius refere-se a similaridade bem conhecida da solução de aproximação de uma placa plana fixa colocada em um fluxo que se aproxima unidirecionalmente. Quando um fluido gira e forças viscosas são equilibradas pelo efeito de Coriolis (em vez de inércia convetiva), forma-se uma camada de Ekman. Na teoria da transferência de calor, ocorre a camada de fronteira térmica. A superfície pode ter múltiplos tipos de camada limite simultaneamente.

## Histórico
Apesar de suas diversas aplicações, o conceito de camada limite introduzido por Prandtl, em um artigo publicado em 1904, seguidos de dez artigos, a uma taxa de um publicado por ano, assinados por ele e seus alunos, não teve fácil aceitação na comunidade científica. Seriam necessárias ainda quase três décadas para que o conceito de camada limite viesse a ser aceito e passar a ser pesquisado por um número significativo de pesquisadores, em diversos países, até vir a se tornar um dos campos mais importantes da mecânica dos fluidos e da transferência de calor.

## Definição
A camada limite aerodinâmica foi definida primeiramente por Ludwig Prandtl em um artigo apresentado em 12 de agosto de 1904 no terceiro Congresso Internacional de Matemáticos em Heidelberg, Alemanha. Ela simplificava as equações do fluxo de fluido pela sua divisão em duas áreas: uma interna à camada limite, dominada pela viscosidade e aumentando a predominância de arrasto experimentado pelo corpo no limite (fronteiriço); e uma externa à camada limite, onde a viscosidade pode ser desprezada sem efeitos significativos na solução. Isso permite que uma solução de forma fechada para o fluxo em ambas as áreas, uma significativa simplificação dos equações de Navier-Stokes completas. A maior parte da transferência de calor de um corpo para outro também tem lugar no interior da camada limite, permitindo novamente as equações serem simplificadas no campo de fluxo do lado de fora da camada limite. A distribuição de pressão ao longo da camada limite na direção perpendicular à superfície (tal como uma superfície de sustentação, um aerofólio) mantém-se constante ao longo da camada limite, e é o mesmo que na superfície em si.

## Espessura
A espessura da camada limite de velocidade é normalmente definida como a distância entre o corpo sólido e o ponto no qual a velocidade de fluxo viscoso é de 99% da velocidade da corrente livre (a velocidade de superfície de um fluxo não viscoso). Numa definição alternativa, a espessura de deslocamento, reconhece que a camada limite representa um déficit de fluxo de massa em relação ao fluxo não viscoso com deslizamento na parede. É a distância pela qual a parede teria de ser deslocada no caso não viscoso para dar o fluxo de massa total, o mesmo caso, viscoso. A condição antideslizamento requer que a velocidade de fluxo na superfície de um objeto sólido seja zero e a temperatura do fluido seja igual à temperatura da superfície. A velocidade de escoamento, então, aumenta rapidamente no interior da camada limite, regida pelas equações de camada limite, abaixo.
A espessura da camada limite térmica é semelhante a distância a partir do corpo à qual a temperatura é de 99% da temperatura encontrada a partir de uma solução não viscosa. A proporção entre as duas espessuras é regida pelo número de Prandtl. Se o número de Prandtl é 1, as duas camadas de fronteira estão a mesma espessura. Se o número de Prandtl é maior que 1, a camada de fronteira térmica é mais fina do que a camada de limite de velocidade. Se o número de Prandtl é inferior a 1, o que é o caso para o ar nas condições normais, a camada de fronteira térmica é mais espessa do que a camada de limite de velocidade.

## Importância
Em projetos de alto desempenho, tais como planadores e aeronaves comerciais, muita atenção é dada para controlar-se o comportamento da camada limite para minimizar o arrasto. Dois efeitos têm de ser considerados. Em primeiro lugar, a camada limite aumenta a espessura efetiva do corpo, através da espessura de deslocamento, aumentando assim a pressão de arrasto. Em segundo lugar, as forças de cisalhamento na superfície da asa criam arrasto de fricção na superfície.

## Em número de Reynolds altos
Um número de Reynolds alto, típico de aviões de grande porte, é desejável a ter-se de uma camada limite de fluxo laminar. Isso resulta em um menor arrasto parasita, devido à característica de perfil de velocidade do fluxo laminar. No entanto, a camada de fronteira inevitavelmente aumenta em espessura e torna-se menos estável que o fluxo que se desenvolve ao longo do corpo, e, finalmente, torna-se turbulento, o processo conhecido como transição da camada limite. Uma forma de lidar com este problema é sugar a camada limite da distância através de um superfície porosa (ver sucção da camada limite). Isto pode reduzir o arrasto, mas geralmente é pouco prático devido à sua complexidade mecânica e a potência necessária para mover o ar e descartá-lo. Técnicas de fluxo laminar natural empurram a transição da camada limite para ré por remodelar o aerofólio ou a fuselagem de forma que seu ponto mais espesso é mais a ré e menos espesso. Isto reduz as velocidades na parte principal e o mesmo número de Reynolds é obtido com um maior comprimento.

## Em número de Reynolds mais baixos
Em números de Reynolds mais baixos, tais como os observados com aeromodelos, é relativamente fácil manter o fluxo laminar. Isto resulta em baixo atrito, o que é desejável. No entanto, o perfil de velocidade do mesmo, que proporciona a camada limite laminar seu baixo atrito, também faz com que seja muito afetado por gradientes de pressão adversos. À medida que a pressão começa a recuperar-se sobre a parte traseira da corda da asa, uma camada limite laminar tenderá a separar-se da superfície. Tal separação de fluxo provoca um grande aumento na pressão de arrasto, uma vez que aumenta o tamanho efetivo da seção de asa. Nestes casos, pode ser vantajoso deliberadamente um trajeto da camada limite em turbulência num ponto antes da localização da separação laminar, usando um turbulador. O perfil de velocidade mais completo da camada limite turbulenta lhe permite manter o gradiente de pressão adverso sem separação. Assim, embora o atrito de superfície seja aumentado, a resistência global é reduzida. Este é o princípio subjacente às ondulações sobre as bolas de golfe, bem como os geradores de vórtice em aeronaves. Seções especiais da asa também foram projetados sob medida que a recuperação de pressão pela separação laminar seja reduzida ou até mesmo eliminada. Isso representa um envolvimento ótimo entre a pressão de arrasto por separação de fluxo e o atrito induzido pela turbulência.
Quando usando-se modelos em túneis de vento, um peniche é algumas vezes usado para reduzir ou eliminar os efeito da camada limite.

## Arquitetura naval
Muitos dos princípios que se aplicam a aeronaves também se aplicam a navios, submarinos e plataformas marítimas (offshore).
Para embarcações, diferentemente de aeronaves, onde lida-se com fluxos incompressíveis, onde a mudança na densidade da água é insignificante (a pressão eleva-se até próximo de 1000kPa conduzindo a alterações de somente 2–3 kg/m3). Este campo da dinâmica de fluidos é chamada hidrodinâmica. Um engenheiro naval projeta a hidrodinâmica primeiro, e a resistência da estrutura só mais tarde. O desenvolvimento da camada limite, o colapso, e a separação tornam-se críticos porque a elevada viscosidade da água produz tensões de cisalhamento elevadas. Outra consequência da elevada viscosidade é o efeito de corrente de escape, em que o navio se move como uma lança rasgando uma esponja em alta velocidade.

## Equações de camada limite
A dedução das equações de camada limite foi um dos avanços mais importantes na dinâmica de fluidos (Anderson, 2005). Usando uma análise de ordem de magnitude, as bem conhecidas equações de Navier-Stokes governantes do fluxo de fluido viscoso fluido podem ser muito simplificadas dentro da camada limite. Notavelmente, as equações diferenciais parciais (PDE) do características tornam-se parabólicas, e não a forma elíptica das equações completas de Navier-Stokes. Isso simplifica muito a solução das equações. Ao fazer a aproximação da camada limite, o fluxo é dividido em uma porção não-viscosa (o que é fácil de resolver por uma variedade de métodos) e a camada limite, que é regulada por uma EDP mais fácil de resolver. As equações de continuidade e de Navier-Stokes para um fluxo incompressível bidimensional estável em coordenadas cartesianas são dadas por
{\displaystyle {\partial u \over \partial x}+{\partial \upsilon  \over \partial y}=0}
{\displaystyle u{\partial u \over \partial x}+\upsilon {\partial u \over \partial y}=-{1 \over \rho }{\partial p \over \partial x}+{\nu }\left({\partial ^{2}u \over \partial x^{2}}+{\partial ^{2}u \over \partial y^{2}}\right)}
{\displaystyle u{\partial \upsilon  \over \partial x}+\upsilon {\partial \upsilon  \over \partial y}=-{1 \over \rho }{\partial p \over \partial y}+{\nu }\left({\partial ^{2}\upsilon  \over \partial x^{2}}+{\partial ^{2}\upsilon  \over \partial y^{2}}\right)}
onde {\displaystyle u} e {\displaystyle \upsilon } são os componentes da velocidade, {\displaystyle \rho } é a densidade, {\displaystyle p} é a pressão, e {\displaystyle \nu } é a viscosidade cinemática do fluido em um ponto.
Os estados aproximados em que, para um suficientemente elevado número de Reynolds, o fluxo sobre a superfície pode ser dividido em uma região exterior de fluxo não-viscoso afetada pela viscosidade (a maior parte do fluxo), e uma região perto da superfície onde a viscosidade é importante (a camada limite). Faz-se {\displaystyle u} e {\displaystyle \upsilon } ser o fluxo montante e transversal (parede normal), respectivamente, com velocidades dentro da camada limite. Usando-se análise de escala, pode-se mostrar que as equações de movimento acima reduzem-se dentro da camada limite para se tornarem
{\displaystyle {\partial u \over \partial x}+{\partial \upsilon  \over \partial y}=0}
{\displaystyle u{\partial u \over \partial x}+\upsilon {\partial u \over \partial y}=-{1 \over \rho }{\partial p \over \partial x}+{\nu }{\partial ^{2}u \over \partial y^{2}}}
e se o fluido é incompressível (como os líquidos são sob condições padrão):
{\displaystyle {1 \over \rho }{\partial p \over \partial y}=0}
A análise assintótica também mostra que {\displaystyle \upsilon }, a velocidade normal à parede, é pequena quando comparada com {\displaystyle u}, a velocidade do fluxo montante, e que as variações de propriedades na direção do fluxo montante são geralmente muito menores do que aquelas na direção normal da parede.
Uma vez que a pressão estática {\displaystyle p} é independente de {\displaystyle y}, em seguida, a pressão na borda da camada limite é a pressão ao longo da camada limite a uma posição do fluxo montante dado. A pressão externa pode ser obtida através de uma aplicação da equação de Bernoulli. Faz-se {\displaystyle u_{0}} ser a velocidade do fluido do lado de fora da camada limite, onde {\displaystyle u} e {\displaystyle u_{0}} são ambas paralelas. Isso resulta substituindo acima para {\displaystyle p} o seguinte resultado
{\displaystyle u{\partial u \over \partial x}+\upsilon {\partial u \over \partial y}=u_{0}{\partial u_{0} \over \partial x}+{\nu }{\partial ^{2}u \over \partial y^{2}}}
com a condição de contorno
{\displaystyle {\partial u \over \partial x}+{\partial v \over \partial y}=0}
Para um fluxo em que a pressão estática {\displaystyle p} também não é alterada na direção do fluxo, então
{\displaystyle {\partial p \over \partial x}=0}
assim {\displaystyle u_{0}} resulta constante.
Portanto, a equação de movimento é simplificada para tornar-se
{\displaystyle u{\partial u \over \partial x}+\upsilon {\partial u \over \partial y}={\nu }{\partial ^{2}u \over \partial y^{2}}}
Estas aproximações são utilizadas numa variedade de problemas práticos de fluxo de interesse científico e de engenharia. A análise acima é para qualquer camada limite laminar ou turbulento instantânea, mas é usada principalmente em estudos de fluxo laminar dado que o fluxo médio também é o fluxo instantâneo, pois não há flutuações de velocidade presentes.

## Camadas limites turbulentas
O tratamento de camadas limite turbulentas é muito mais difícil, devido à variação dependente do tempo das propriedades de escoamento. Uma das técnicas mais amplamente utilizadas na qual os fluxos turbulentos são abordados é aplicar a decomposição de Reynolds. Aqui, as propriedades do fluxo instantâneo são decompostas em um componente médio e flutuante. Aplicando esta técnica com as equações de camada limite resultam nas equações de camada limite turbulenta completas, muitas vezes não apresentadas na literatura:
{\displaystyle {\partial {\overline {u}} \over \partial x}+{\partial {\overline {v}} \over \partial y}=0}
{\displaystyle {\overline {u}}{\partial {\overline {u}} \over \partial x}+{\overline {v}}{\partial {\overline {u}} \over \partial y}=-{1 \over \rho }{\partial {\overline {p}} \over \partial x}+\nu \left({\partial ^{2}{\overline {u}} \over \partial x^{2}}+{\partial ^{2}{\overline {u}} \over \partial y^{2}}\right)-{\frac {\partial }{\partial y}}({\overline {u'v'}})-{\frac {\partial }{\partial x}}({\overline {u'^{2}}})}
{\displaystyle {\overline {u}}{\partial {\overline {v}} \over \partial x}+{\overline {v}}{\partial {\overline {v}} \over \partial y}=-{1 \over \rho }{\partial {\overline {p}} \over \partial y}+\nu \left({\partial ^{2}{\overline {v}} \over \partial x^{2}}+{\partial ^{2}{\overline {v}} \over \partial y^{2}}\right)-{\frac {\partial }{\partial x}}({\overline {u'v'}})-{\frac {\partial }{\partial y}}({\overline {v'^{2}}})}
Usando a análise de ordem de grandeza para as equações instantâneas, essas equações de camada limite turbulenta geralmente reduzem-se e tornam-se em sua forma clássica:
{\displaystyle {\partial {\overline {u}} \over \partial x}+{\partial {\overline {v}} \over \partial y}=0}
{\displaystyle {\overline {u}}{\partial {\overline {u}} \over \partial x}+{\overline {v}}{\partial {\overline {u}} \over \partial y}=-{1 \over \rho }{\partial {\overline {p}} \over \partial x}+{\nu }{\partial ^{2}{\overline {u}} \over \partial y^{2}}-{\frac {\partial }{\partial y}}({\overline {u'v'}})}
{\displaystyle {\partial {\overline {p}} \over \partial y}=0}
O termo adicional {\displaystyle {\overline {u'v'}}} nas equações da camada limite turbulenta é conhecido como a tensão de cisalhamento de Reynolds e é a priori desconhecida. A solução das equações da camada limite turbulenta, portanto, necessita da utilização de um modelo de turbulência, que se destina a expressar a tensão de cisalhamento de Reynolds, em termos de variáveis de fluxo conhecidas ou derivadas. A falta de precisão e generalização de tais modelos é um dos principais obstáculos no sucesso na previsão de propriedades de fluxo turbulento em dinâmica de fluidos moderna.
Uma subcamada laminar existe na zona de turbulência, que ocorre devido a estas moléculas de fluido se encontrarem ainda na proximidade da superfície, em que a tensão de cisalhamento é máxima e a velocidade das moléculas do fluido é igual a zero.

## Transferência de calor e massa
Em 1928, o engenheiro francês André Lévêque observou que a transferência de calor por convecção em um fluido circulante é afetada somente pela velocidade de valores muito perto da superfície. Para fluxos de número de Prandtl grande, a superfície de transição temperatura/massa da superfície para a temperatura de corrente livre tem lugar através de uma região muito fina próximo à superfície. Por conseguinte, as velocidades de fluido mais importantes são as que estão dentro desta região muito fina na qual a mudança de velocidade pode ser considerada linear com a distância normal a partir da superfície. Deste modo, para
{\displaystyle u(y)=u_{0}\left[1-{\frac {(y-h)^{2}}{h^{2}}}\right]=u_{0}{\frac {y}{h}}\left[2-{\frac {y}{h}}\right]\;,}
quando {\displaystyle y\rightarrow 0}, então
{\displaystyle u(y)\approx 2u_{0}{\frac {y}{h}}=\theta y},
onde θ é a tangente da parábola de Poiseuille intersectando a parede.
Embora a solução de Lévêque seja específica para a transferência de calor para um escoamento de Poiseuille, a sua percepção ajudou outros cientistas a uma solução exata do problema da camada limite térmica. Schuh observou que em uma camada-limite, u é novamente uma função linear de y, mas que, neste caso, a parede tangente é uma função da x. Ele expressou isso com uma versão modificada do perfil de Lévêque,
{\displaystyle u(y)=\theta (x)y}.
Isso resulta em uma aproximação muito boa, mesmo para baixos números {\displaystyle Pr}, de modo que apenas metais líquidos com {\displaystyle Pr} muito menores do que 1 não podem ser tratados desta maneira.
Em 1962, Kestin e Persen publicaram um artigo científico que descreve soluções para a transferência de calor, quando a camada de fronteira térmica é contida inteiramente dentro da camada de impulso e para várias distribuições de temperatura de parede. Para o problema de uma placa plana com um salto de temperatura em {\displaystyle x=x_{0}}, eles propõem uma substituição que reduz a equação parabólica da camada limite térmica para uma equação diferencial ordinária. A solução para esta equação, a temperatura em qualquer ponto do fluido, pode ser expressa como uma função gama incompleta. Schlichting propôs uma substituição equivalente que reduza a equação da camada limite térmica para uma equação diferencial cuja solução é a mesma função gama incompleta.
Como é bem sabido através de vários livros-texto, a transferência de calor tende a diminuir com o aumento da camada limite. Recentemente, foi observado em um caso prático e em grande escala que o vento que flui através de um gerador fotovoltaico tende a "prender" o calor nos painéis fotovoltaicos sob um regime turbulento devido à diminuição da transferência de calor. Apesar de frequentemente se assumir que é inerentemente turbulento, esta observação acidental demonstra que o vento natural se comporta na prática de maneira muito semelhante a um fluido ideal, pelo menos em uma observação que se assemelha ao comportamento esperado em uma placa plana, o que potencialmente reduz a dificuldade de analisar este tipo de fenômeno a grande escala e abrindo um precedente para um novo tipo de abordagem na área.  

## Turbina de camada limite
Este efeito foi explorado na turbina Tesla, patenteada por Nikola Tesla em 1913. É referida como sendo uma turbina sem lâminas (ou pás) porque utiliza o efeito da camada limite e não um fluido que colide com as pás de uma turbina, como nas convencionais. Turbinas de camada limite também são conhecidas como turbina do tipo coesão, turbinas sem lâminas, e turbina de camada de Prandtl (devido a Ludwig Prandtl).

## Camada limite atmosférica
A camada limite atmosférica (CLA), também conhecida como camada limite planetária (CLP) é a região da troposfera terrestre mais próxima da superfície, em geral apresentando altura entre 1 e 2 km. Dentro dela predomina um regime de escoamento turbulento. A dinâmica e termodinâmica dessa camada é objeto de estudo da micrometeorologia.[carece de fontes?]